# The Fall
The Fall este o trupă post-punk britanică, formată în 1976, persoana centrală fiind vocalistul Mark E. Smith. 

## Discografie

### Albume de studio
- Live at the Witch Trials (1979)
- Dragnet (1979)
- Grotesque (After the Gramme) (1980)
- Slates (1981)
- Hex Enduction Hour (1982)
- Room to Live (Undilutable Slang Truth!) (1982)
- Perverted by Language (1983)
- The Wonderful and Frightening World of The Fall (1984)
- This Nation's Saving Grace (1985)
- Bend Sinister (1986)
- The Frenz Experiment (1988)
- I Am Kurious, Oranj (1988)
- Extricate (1990)
- Shift-Work (1991)
- Code: Selfish (1992)
- The Infotainment Scan (1993)
- Middle Class Revolt (1994)
- Cerebral Caustic (1995)
- The Light User Syndrome (1996)
- Levitate (1997)
- The Marshall Suite (1999)
- The Unutterable (2000)
- Are You Are Missing Winner (2001)
- The Real New Fall LP (Formerly Country on the Click) (2003)
- Fall Heads Roll (2005)
- Reformation Post TLC (2007)